# Lijst van Argentijnse steden

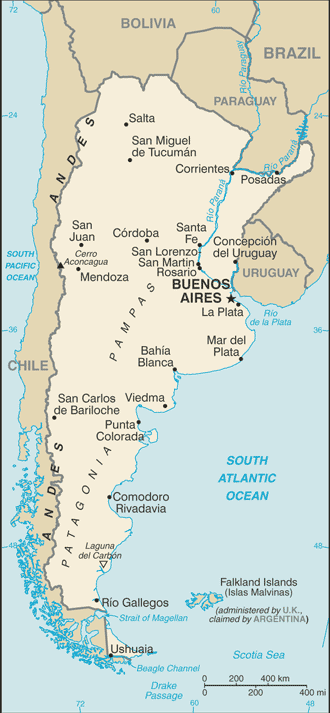
Argentinië

Dit is een lijst van steden in Argentinië. Het inwonertal is gebaseerd op gegevens van 2001.

## Steden met > 1.000.000 inwoners

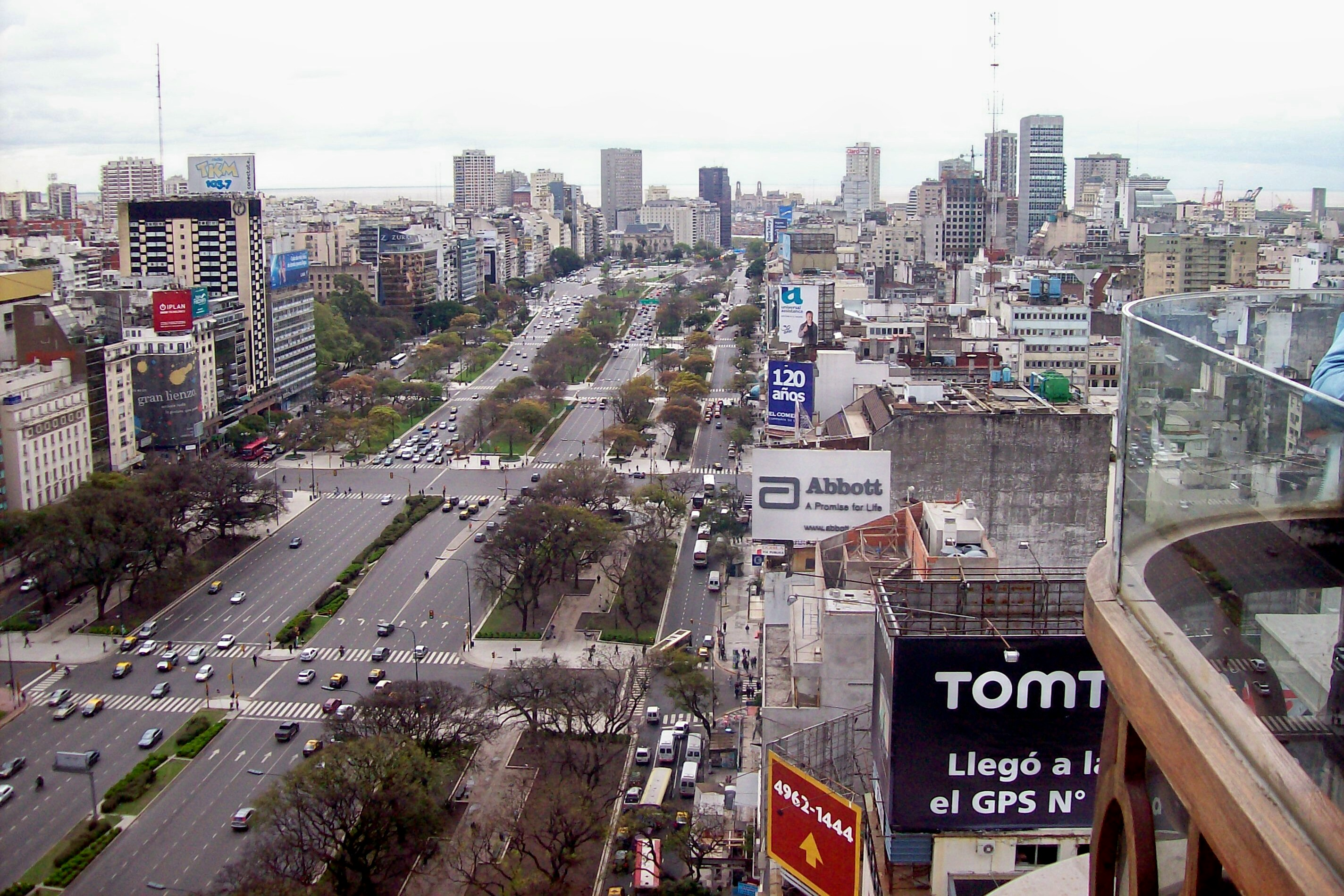
1 – Buenos Aires

- Buenos Aires (hoofdstad)
- Córdoba
- Mendoza
- Rosario

## Steden met > 500.000 en < 1.000.000 inwoners
- Mar del Plata
- Salta
- San Miguel de Tucumán
- Santa Fe

## Steden met > 250.000 en < 500.000 inwoners
- Avellaneda
- Bahía Blanca
- Berazategui
- Caseros
- Corrientes
- Florencio Varela
- General San Martín
- Lanús
- Lomas de Zamora
- Los Polvorines (Malvinas Argentinas)
- Merlo
- Moreno
- Morón
- Posadas
- Resistencia
- San Isidro
- San Miguel
- Tigre
- Vicente López
- Quilmes

## Steden met > 100.000 en < 250.000 inwoners
- Belén de Escobar
- Catamarca
- Comodoro Rivadavia
- Concordia
- Esteban Echeverría
- Ezeiza
- Formosa
- Godoy Cruz
- Hurlingham
- Ituzaingó
- José C. Paz
- La Rioja
- Las Heras
- Neuquén
- Pilar
- Río Cuarto
- San Fernando
- San Juan
- San Rafael
- San Salvador de Jujuy
- Santiago del Estero
- Villa Krause (Rawson)
- Villa María
- Villa Nueva (Guaymallén)

## Steden met > 50.000 en < 100.000 inwoners
- Azul
- Banda del Río Salí
- Barranqueras
- Berisso
- Campana
- Chimbas
- Chivilcoy
- Cipolletti
- Clorinda
- Concepción
- Concepción del Uruguay
- El Bolsón
- Empedrado
- Ensenada
- Esquel
- General Pico
- General Roca
- General Rodríguez
- Gobernador Gálvez
- Goya
- Gualeguaychú
- Guernica
- Junín
- Junín de los Andes
- La Banda
- Luján de Cuyo
- Maipú
- Mercedes (Villa Mercedes)
- Mercedes (Argentinië)
- Oberá
- Olavarría
- Paso de los Libres
- Pergamino
- Presidencia Roque Sáenz Peña
- Profesor Salvador Mazza
- Puerto Iguazú
- Puerto Madryn
- Punta Alta (Coronel Rosales)
- Rafaela
- Reconquista
- Río Gallegos
- Río Grande
- Rivadavia
- San Carlos de Bariloche
- San Francisco
- San Francisco
- San Martín
- San Martín de los Andes
- San Pedro (de Jujuy)
- San Ramón de la Nueva Orán
- Santa Rosa
- Santo Tomé
- Tartagal
- Trelew
- Venado Tuerto
- Villa Carlos Paz
- Yerba Buena
- Zárate